# ウマグ
ウマグ（クロアチア語: Umag,イタリア語: Umago）はクロアチア、イストラ郡の都市及び基礎自治体である。男子プロテニス協会のトーナメントであるクロアチアオープン・ウマグが開催される都市として知られている。

## 地勢
イストリア半島に位置し、クロアチアではサヴドリィア(Savudrija)を含め最西端に位置する自治体である。

## 人口
2001年の国勢調査による人口はウマグ市街で7,769人、基礎自治体全体では12,901人であった。ウマグは他のイストリアの町と同様、多民族で構成されておりクロアチア人の割合は最も多く59.6%を占め、以下イタリア人18.3%、セルビア人3.8%、スロベニア人2.2%、ボシュニャク人1.7%、アルバニア人1.3%、その他1.57%である。

## 歴史
ウマグが最初に言及されたのは7世紀にあるラヴェンナからの市民によってだが、すでにローマ時代には存在していたとされる。証拠として、多くのルスティツァ(rustica)と呼ばれるヴィラの跡が沿岸部で発見されている。また町の歴史は6km北にある狭い岬で発見された、シパール(Sipar)の居住地跡とも関連している。9世紀、城砦の居住地であったシパールはネレトヴァの海賊の蹂躙によって荒廃した。しかしながらこの不幸な出来事の後は、ウマグはその立地から成長している。ウマグは本土からは小さな海峡により隔てられており実際、この立地により数世紀にわたり侵入者からは守られていた。
ローマ時代の繁栄は頻繁に起こる侵入と、コレラやマラリアなどの流行による不安定さにより住人の数は急速に減少していった。その後、ウマグはランゴバルド人が支配するオドアクレ(Odoacre)、テオドリク(Theodoric)の一部となる。6世紀から8世紀にかけてはビザンチン帝国の支配下にあり、続く751年にはランゴバルド人が、774年にフランク人が支配している。この間、頻繁に支配者が変わり不安定であった。しかしながら、ヴェネツィア共和国が力を増すようになると、ウマグを含めイストリア西部の町はヴェネツィア共和国に忠誠を誓うようになった。1269年にウマグのコミューンはヴェネチアに忠誠を誓い、1797年までそれは続いたが、この期間平和な訳ではなかった。
ジェノヴァ共和国との長期間の衝突はより多くの破壊や略奪をもたらしている。1370年、ジェノヴァ共和国の海軍はウマグを攻撃し、町の公文書館を破壊している。疫病の流行によって多くの住民が犠牲になるとヴェネチア政府はオスマン帝国からの侵入の恐れのある領土からの新たな居住者を入植させることを考えた。数世紀にわたり、ヴェネチアの支配下に入ったウマグの経済は専ら、農業を経済の基礎としており港は余剰となった内陸の農産物の荷役に利用されていた。ヴェネチアが崩壊するまでウマグはイストリアの他の町のように歩んでおり、共同体は1541年からの規定により保障されていた。
ヴェネツィア共和国が崩壊すると、他のアドリア海沿岸の町と同様に1815年までフランスの支配下に入り、続いて1918年までオーストリアの支配下にあった。第一次世界大戦時にはイストリアはイタリアの一部となり、第一次世界大戦後のトリエステ危機が起こると、トリエステ自由地域が設立されウマグはユーゴスラビア軍が統治するB地区に含まれ、最終的に1954年にユーゴスラビア社会主義連邦共和国のクロアチア社会主義共和国となった。その時までに多数を占めたイタリア人の多くは去っている。新たなクロアチア共和国成立後の1993年、新たな制度の下ウマグは独立した基礎自治体（オプシュティナ）として成立され、1997年に市(grad)として定められている。

## 経済
この地域の自然的な特徴は経済開発の全ての面で影響を与えている。ウマグの地理的な場所は特に第二次世界大戦後以来、観光業の急速な発展を確実にして来た。大きな西ヨーロッパ市場に近いことや、中東欧諸国の発展などとこの地域でもっとも重要な産業である農業や他の経済的な分野が密接に関連し拡大している。肥沃な土壌と広大な耕作可能地では伝統的に地中海農法が行われておりオリーブなどが収穫される他、ワインの生産も伸びている。ウマグでは20世紀初めから食品加工業が行われており、魚介類やトマトの加工や、製粉所の建設などが行われ今日ではパン工場などがある。今日、新たな工場が二つの工業地域で成長しておりインフラの整備や再整備が行われている他、支援体制も整備されつつある。

## 地区
| - Babići / Babici - Bašanija / Bassania - Crveni Vrh / Monterosso - Čepljani / Ceppiani - Đuba / Giubba | - Finida / Finida - Juricani / Giurizzani - Katoro / Cattoro - Kmeti / Metti - Kržine / Cresine | - Lovrečica / San Lorenzo - Materada / Matterada - Monterol / Monterol - Murine / Morino - Petrovija / Petrovia | - Savudrija / Salvore - Seget/ Seghetto - Sveta Marija na Krasu / Madonna del Carso - Umag / Umago - Valica / Valizza | - Vardica / Vardizza - Vilanija / Villania - Zambratica / Zambrattia |